# آنسالدو انرجیا
آنسالدو انرجیا یک شرکت مهندسی برق قدرت ایتالیایی است که مقر آن در جنوا قرار دارد.